# お留守バンシー
『お留守バンシー』（おるすバンシー）は、小河正岳による日本のライトノベル。イラストは戸部淑が担当している。電撃文庫（メディアワークス）より2006年2月から2007年2月まで全4巻が刊行された。第12回電撃小説大賞「大賞」受賞作。
科学が信仰の対象となった19世紀の東欧を舞台に、東欧の片田舎にあるお城、オルレーユ城で暮らす妖精バンシーのアリアとその同僚たちとの平穏な生活を描く。

## 登場人物
アリア
主人公。オルレーユ城の主人・ブラド卿に仕えるバンシー（女精）だが実態はいわゆるメイドである。見た目は12～3歳の可愛らしい少女。ブラド卿に仕える者の中では一番の古株。真面目かつ献身的な性格で、毎日の炊事、洗濯、城内の掃除に余念がない。個性的な城の住人達と度重なるトラブルにいつも頭を悩ませている、恐らく一番の苦労人。主人のブラドを心から敬愛しており、城を守る為なら多少の強引や無茶は問わない為、他の住人達を振り回す事もある。人名をよく聞き間違える。機嫌が頗る悪い時は、時間構わず掃除をし始める。
特殊能力として幽体となり物や壁をすり抜けられる、生後間もない赤ん坊を世話する事で病から一生涯守れる、泣き出す事で周囲の人間をもらい泣きさせる『女精の慟哭（バンシーキーニング）』、ゴキブリ等の不潔なものを近づけない、というのがある。
ブラド・ドラクル
オルレーユ城の主人。恐らくは吸血鬼。宿敵であるルイラムから逃れるために隠居生活を始める。外見は20代後半の若さを保った、鷹の様な鋭い目つきを持つ青年。上流階級に属する人間と親交がある為、その時、その場所で思い付いた偽名を使っている（例として「レイシェント・アーゼラ」、またはその逆など）。亡命後も潤いのある生活を送っている。
他者を威圧する様な厳格な物言いが目立つが、アリアを初めとする僕（しもべ）達を気遣うなどの優しさも見せ、長い付き合いのアリアには全幅の信頼を寄せている。しかしトファニア曰く「難問にブチ当たると、決まって背を向ける」性格で、面倒事は僕に押し付けようとする無責任な性格でもある。また争い事を極端に嫌う性格でもあり、彼自ら手を下す事は決してない。
特殊能力として、蝙蝠に変身出来る。また蝙蝠や熊ほどの巨躯を持つ狼を使い魔として使役している。
フォン・シュバルツェン
アリアと同じくブラド卿に仕えるデュラハン（首無し騎士）。常に左手に自分の首を抱えている。亜麻色の髪と碧眼を持つ中々の好男子。ブラド卿に仕えている者の中では新参者にあたる。死んだ時に名前を奪われてしまった為、ファーストネームは不明。元は人間。
イルザリアに恋愛感情を持つ。変態的な発言が多い。ナイトメア（夢馬）のコシュタバワーを愛馬とし（しかし3巻でアリアの方に懐いている事が判明した）、かなりの業物らしい一振りの大剣を所持しているが、3巻で折れてしまった。本人は精一杯カッコつけているつもりの様だが、大抵は空回りに終わっている。普段はアリアに遣り込められてばかりで、彼女には頭が上がらない。しかしやる時はやるらしく、1巻でアリアを襲った「異端者（ゴーレム）」から彼女を守り、大立ち回りを演じた事がある。
イルザリア
ブラド卿に仕えるサキュバス（淫魔）。プラチナブロンドのロングヘアの女性。アリアにとっては姉の様な存在。
サキュバスに相応しい美貌とスタイルを備えているのだが、どういう訳か奥ゆかしく慎ましやかな淑女で、自分が異性に対してふしだらになれないことで悩んでおり、何とかしてふしだらになろうと努力しているが、どうしても徒労に終わる。普段は素肌を殆ど露出しない禁欲的なドレスを着ているのだが、それでもやはり隠しおおせぬ色香が滲み出ている事は、流石といった所。異性が香りを嗅げば淫靡な夢を見せられ永遠の眠りに就かせられる蔓薔薇を自室に張り巡らせるという、過剰な自己防衛を施している。4巻では「サキュバス」の単位不足が発覚し、再教育センターに連行されそうになる。フォン・シュバルツェンに恋心を抱いている。
セルルマーニ
ブラド卿に仕えるガーゴイル（魔除けの石像）だが、実際は丸々太ったペンギンの様な可愛らしい外見をしている。城で唯一、ブラド卿によって生み出された存在だが、ブラド卿は精一杯恐ろしい外見にしたつもりで、本人も成功作だと思っている。
普段は門番をしているが、犬やフクロウの声で驚き恐れるほどの臆病者で寂しがり屋。元々警告するのが役目である為、声が高い。
フンデルボッチ
ブラド卿に仕えるリビングデッド（生ける屍）。城の庭師をしている。かなりおぞましい姿をしているので、アリアの提案で仮面と服で体を全て隠したが、逆に不気味さが増してしまっている。
昼間は土の中にいる。無論喋ることはなく、会話は全て身振り手振りのジェスチャーで行われている。しかし、それを解読できるのは、アリアのみ（時にアリアでも解読できない）。
トファニア
アリアの尊敬する魔女（ウィッチ）。評議会（サバト）を主宰し、指導者的な立場にある魔女、「十三姉妹（グランドシスターズ）」の1人。ブラド卿の旧友。「魔女術（ウィッチクラフト）」を用いあらゆる技を使うが、本人曰くそれは魔法ではなく科学らしい。
もとは普通の人間だったが、自らの美を追求しすぎたために悪魔と契約をし、その結果魔女となる。300歳を超えているが、それまでは美薬（にして毒薬）「トファナ水」の力で若返っていた。が、何百年も使い続けてきた所為でいい加減ガタがきた為、将来有望と見た少女の体を（当人の魂は眠らせて残したまま）乗っ取った。それ故現在は15～6の少女の外見をしている。だが、言葉遣いは酷く老成している。
派手好き且つ住人1のトラブルメーカー。常にキャミソールとペチコートというあられもない姿である。ルイラムとは犬猿の仲で、毎日の様に言い争っている。本人は決して表に出さないが、ドルジュが気に入ったらしい。
アイゼン・デュワ・ルイラム
法王庁（バチカン）から放たれたクルセイダー。かつては聖職者で、わずか16歳でセイント・オブ・ザ・イヤー（その年に最も活躍したクルセイダーに法王から授与される称号）を授与された事がある程の凄腕（未だ記録は破られていない）。不浄討伐（クルセイド）を行う時は、首から下げた銀製の聖印（クロス）と、「退魔の祈祷（エクソシズム）」を使う。
50年前にブラドを追い詰め止めを刺そうした所に入った、アリアの『女精の慟哭』で戦意を喪失した事がきっかけで魔もまた人間と同様の感情を持つ事を知り、魔を討滅する事に疑問を覚える。歳相応の気品と教養を漂わせる紳士然とした顔立ちではあるが、シュバルツェンと同様、変態的な節がある。現在は孫娘のユシヤと共に、城に住んでいる。
ドルジュ・ド・ドレーヌ
ルイラムを始末する為、ブラド卿が手配した人狼（ワーウルフ）の刺客。火を思わせる赤い髪を持った17～8歳ほどの紳士的な美青年。
物静かで思慮深い性格だが、実は相当に鈍い一面も。ゴキブリが大の苦手で、それに怯え感情が昂って初めて人狼へと変身出来る。半人半魔という中途半端故に人の世界にも魔の世界にも馴染めずにいたが、アリアによってオルレーユ城に雇われた為、ようやく居場所を得る事が出来た。どうやらアリアに恋心を抱いている様子。
ルシテラ
トファニアと同じく、十三姉妹の1人。昔の物なら何でも蘇らせたがる「復活マニア」で、復活させる手段が少しでもある限り決して諦めようとしない、執念深い性格。トファニア曰く、これまで魔人、魔物、悪魔、雑誌を復活させようとしたらしい。若かりし頃の自分を復活させようとしたが失敗、結局声しか復活出来ず、オルレーユ城に現れた時はカエルの姿を借りていた。失敗した自分の体は、見るもおぞましい姿になってしまったらしい。はしゃいだ口調で話すが、地はトファニアとどっこいの老成した口調。自分を「ルッシー」と呼び、トファニアを「ファニー」と呼ぶ。
大昔に封印された大魔人を、ユシヤの肉体を器にして復活させようとしたがトファニア、ルイラム、シュバルツェンの妨害にて失敗、シュバルツェンの首を除いた肉体だけを乗っ取る結果となり、彼女自身は一時撤退した。

## 既刊一覧
- 小河正岳（著）・戸部淑（イラスト） 『お留守バンシー』 メディアワークス〈電撃文庫〉、全4巻
  1. 2006年2月10日発売[2]、ISBN 4-8402-3300-4
  2. 2006年5月10日発売[3]、ISBN 4-8402-3434-5
  3. 2006年9月10日発売[4]、ISBN 48402-3553-8
  4. 2007年2月10日発売[5]、ISBN 978-4-8402-3725-3